# 小倉葵
小倉 葵（おぐら あおい、1997年4月19日 - ）は、滋賀県出身の、日本の女子柔道家である。階級は48kg級。身長156cm。組み手は右組み。顔が似ている姉がいる。得意技は内股。

## 経歴
柔道は4歳の時に石山塾で始めた。小学校5年の時に全国小学生学年別柔道大会40kg級に出場するも予選リーグで敗れた。粟津中学2年の時に全国中学校柔道大会44kg級の初戦で敗れるも、3年の時には5位となった。創志学園高校へ進むと、1年の時にはインターハイ48kg級の準々決勝で大成高校3年の近藤亜美に横四方固で敗れた。2年の時には全日本カデとインターハイでは初戦、全国高校選手権52kg級で2回戦でそれぞれで敗れた。3年の時にはインターハイの3回戦で敗れた。
環太平洋大学へ進学すると、1年の時には全日本ジュニアの準決勝で三井住友海上の坂上綾に指導1で敗れるも3位になった。学生体重別では2回戦で敗れたが、体重別団体で優勝した。ベルギー国際ジュニアの部では決勝で坂上に技ありで敗れて2位、シニアの部でも決勝でキューバのバネサ・ゴディネス・アレマンに大外刈で敗れて2位だった。2年の時には全日本ジュニアの準決勝で坂上に送襟絞で敗れるなどして5位、学生体重別では決勝で龍谷大学3年の田中芽生に後袈裟固で敗れて2位だった。体重別団体でも2位にとどまった。3年の時には学生体重別の決勝で国士舘大学1年の安部風花に棄権勝ちして優勝を飾った。講道館杯では2回戦で南筑高校2年の古賀若菜に技ありで敗れた。4年の時には選抜体重別の初戦で元世界チャンピオンである三井住友海上の近藤亜美を技ありで破るも、準決勝で古賀に技ありで敗れて3位だった。学生体重別では2連覇を果たした。講道館杯では3位になった。2020年のヨーロッパオープン・ブラチスラヴァでシニアの国際大会初優勝を飾った。 
2020年4月からは岡山県警の所属となった。11月の講道館杯では3位だった。2022年4月の体重別は初戦で山梨学院大学3年の古賀に技ありで敗れた。

## 戦績
- 2012年 - 全国中学校柔道大会 5位(44kg級)
- 2013年 - インターハイ 5位
- 2016年 - 全日本ジュニア 3位
- 2016年 - 体重別団体 優勝
- 2017年 - ベルギー国際 ジュニアの部 2位 / シニアの部 2位
- 2017年 - オーストリアジュニア国際 優勝
- 2017年 - 全日本ジュニア 5位
- 2017年 - 学生体重別 2位
- 2017年 - 体重別団体 2位
- 2018年 - 学生体重別 優勝
- 2019年 - 選抜体重別 3位
- 2019年 -　学生体重別　優勝
- 2019年 -　体重別団体　3位
- 2019年 -　講道館杯　3位
- 2020年 -　ヨーロッパオープン・ブラチスラヴァ　優勝
- 2020年 -　講道館杯　3位
- 2024年 -　講道館杯　5位

(出典、JudoInside.com)